# Psyllopsis machinosus
Psyllopsis machinosus är en insektsart som beskrevs av Loginova 1963. Psyllopsis machinosus ingår i släktet Psyllopsis och familjen rundbladloppor.
Artens utbredningsområde är Iran. Inga underarter finns listade i Catalogue of Life.